# Flatidae
Flatidae är en familj av insekter. Flatidae ingår i överfamiljen Fulgoroidea, ordningen halvvingar, klassen egentliga insekter, fylumet leddjur och riket djur. Enligt Catalogue of Life omfattar familjen Flatidae 1332 arter. 

## Bildgalleri

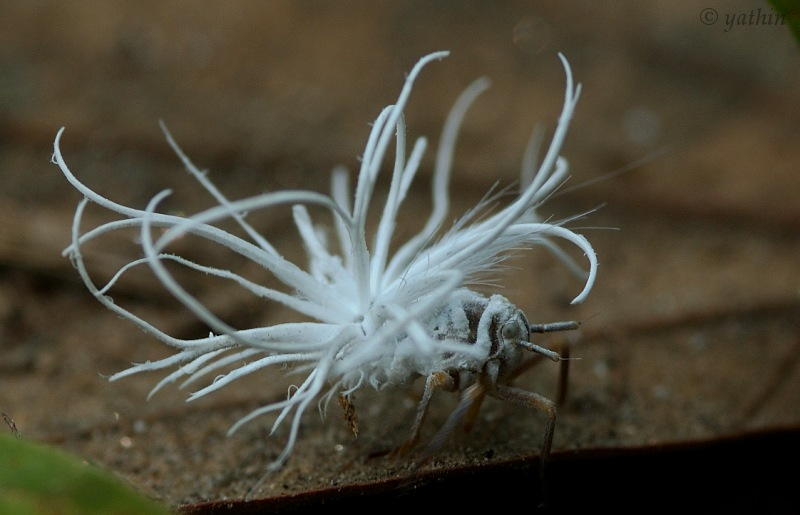
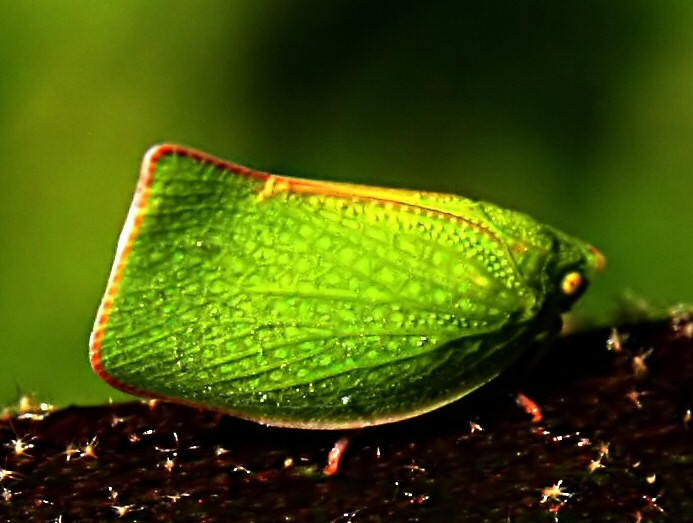
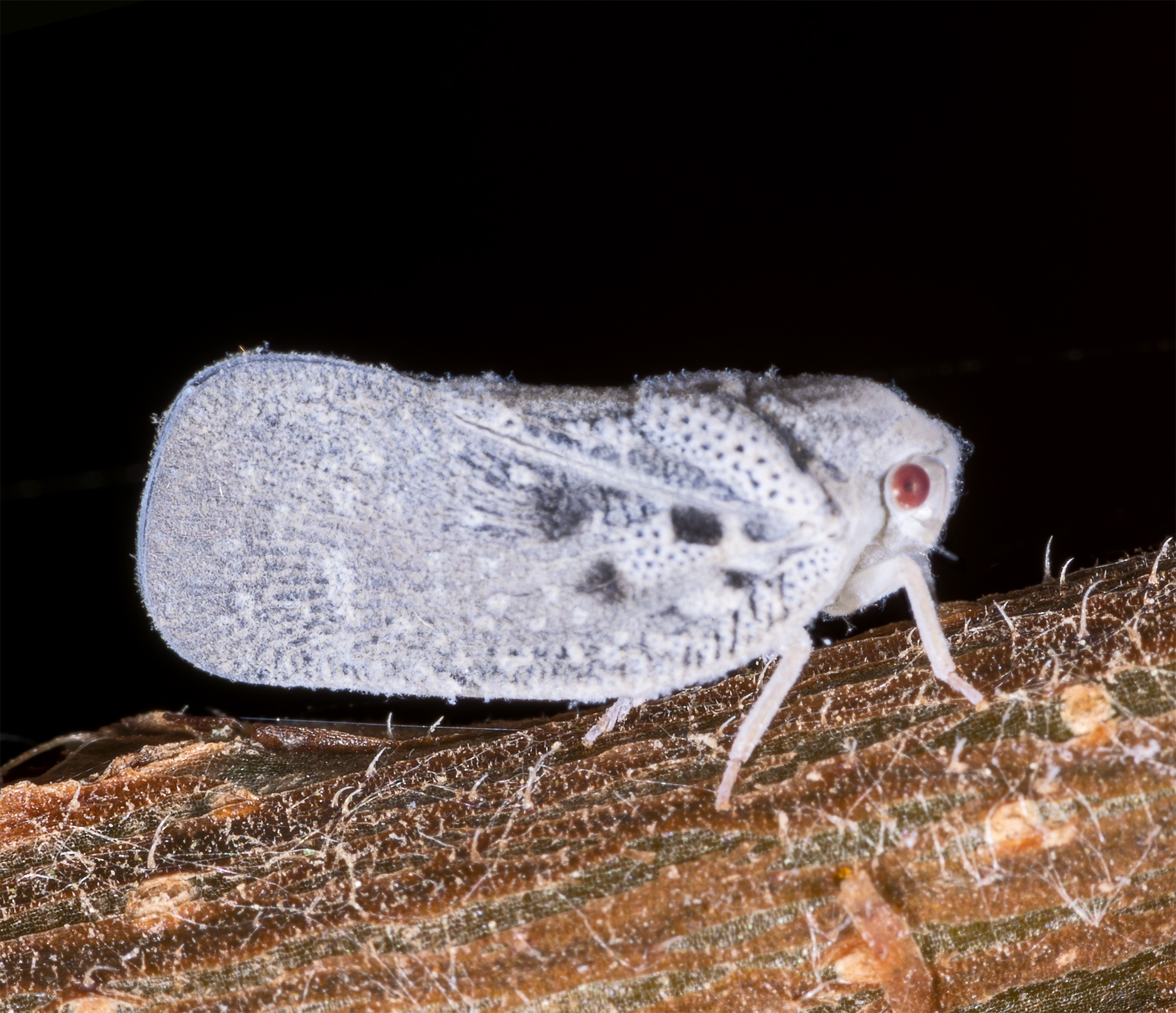
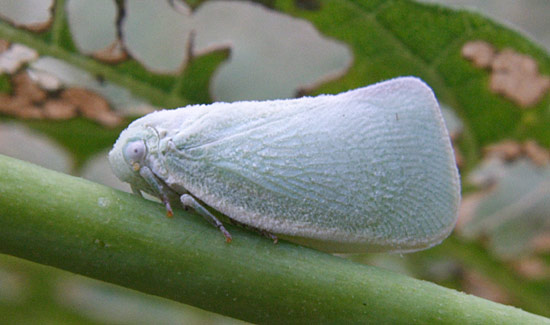
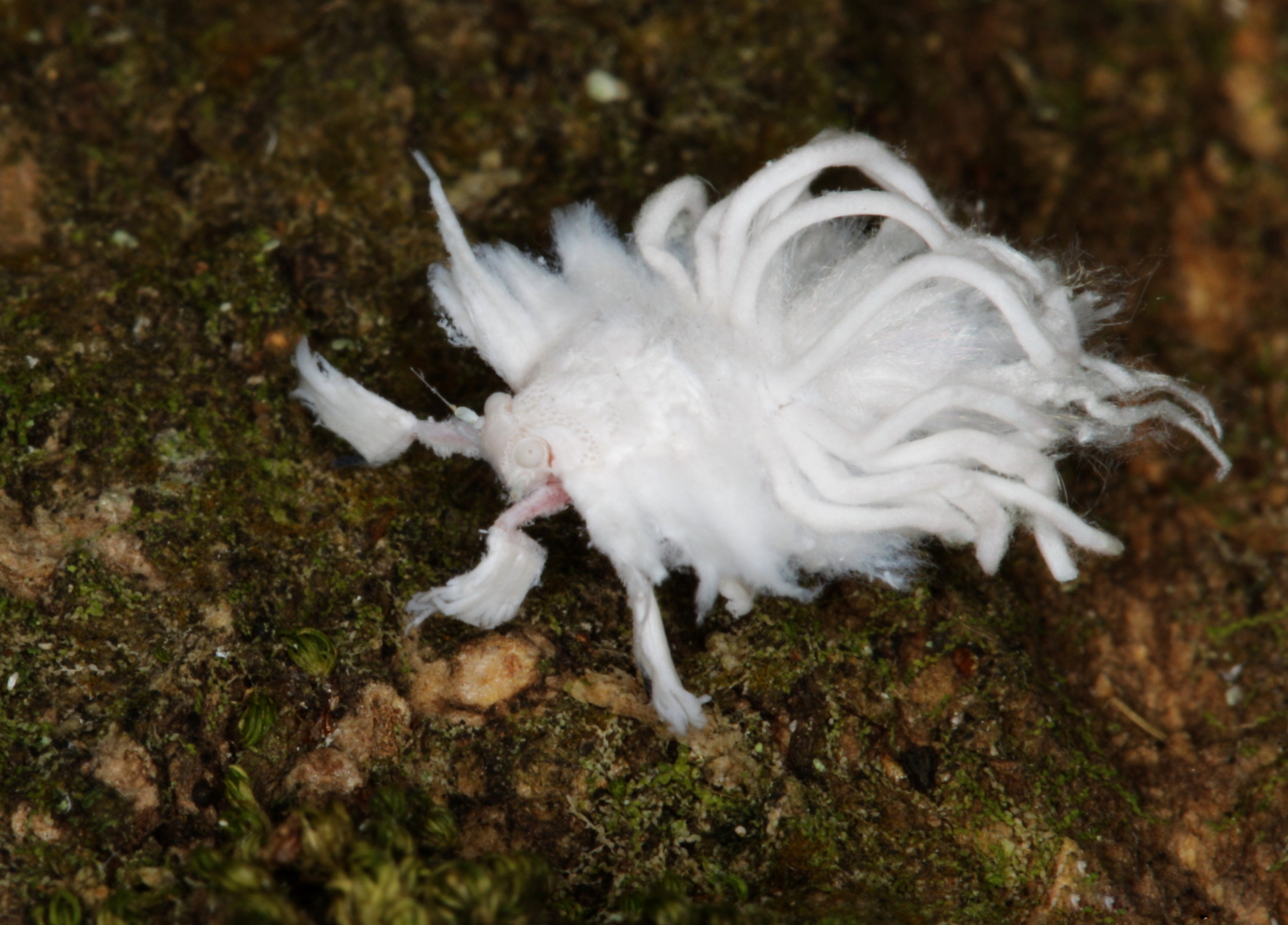
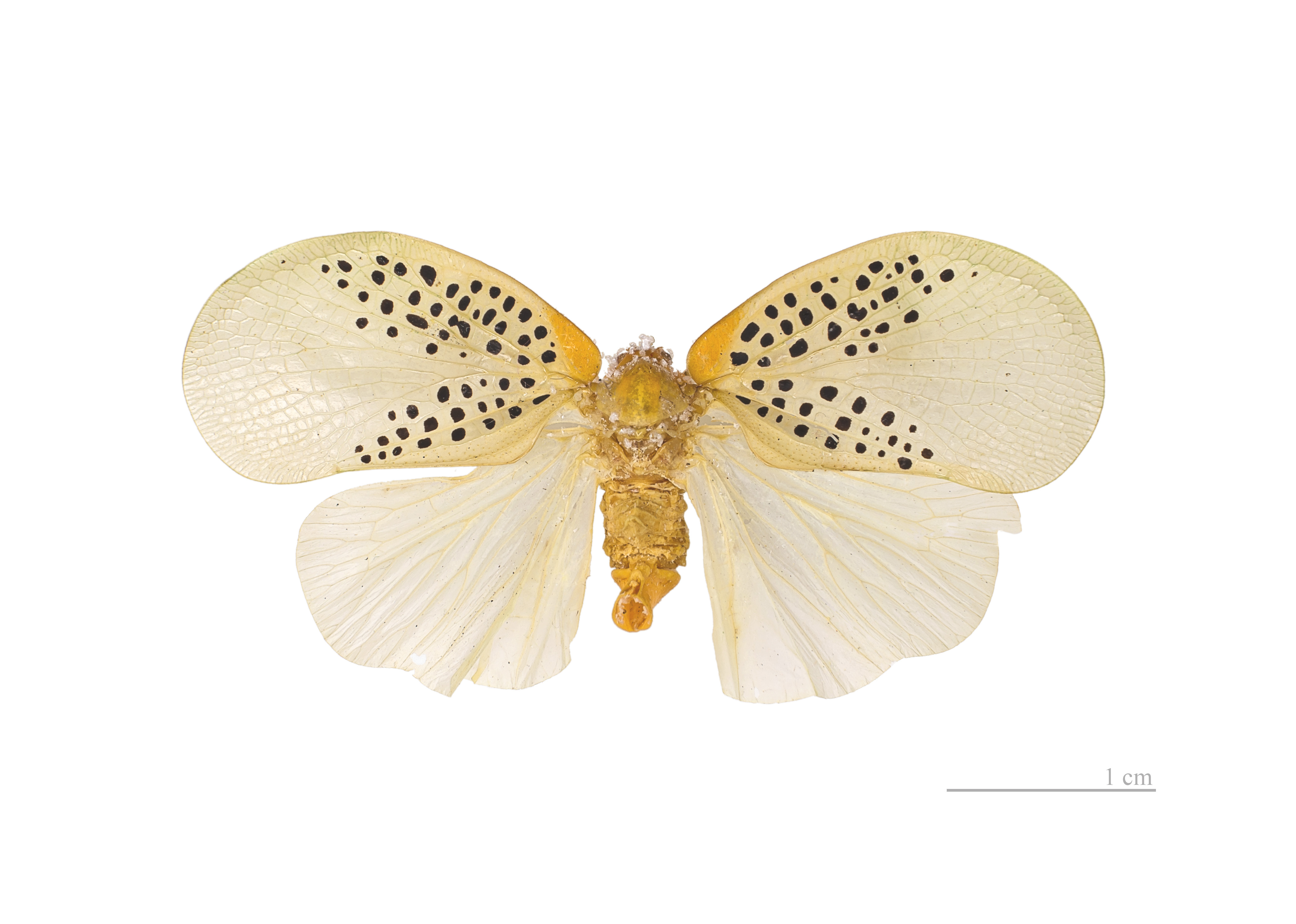

## Dottertaxa till Flatidae, i alfabetisk ordning[1]
- Acanthoflata
- Acrophaea
- Acutisha
- Adelidoria
- Adexia
- Aflata
- Afrocyarda
- Afrodascalia
- Afrophantia
- Afrormenis
- Afroseliza
- Alcaxor
- Amasha
- Anadascalia
- Anatracis
- Anaya
- Anggira
- Anidora
- Anormenis
- Anthoflata
- Antillormenis
- Apolexis
- Arelate
- Atracis
- Atracodes
- Aulophorina
- Aulophorus
- Austrodascalia
- Bahuflata
- Barsac
- Betracis
- Bochara
- Boretsis
- Brysora
- Budginmaya
- Byllis
- Byllisana
- Bythopsyrna
- Caesonia
- Calauria
- Cameruniola
- Capistra
- Carthaeomorpha
- Catracis
- Cenestra
- Cerfennia
- Cerynia
- Chaetormenis
- Chaturbuja
- Chopardana
- Circumdaksha
- Cisatra
- Colgar
- Colgaroides
- Colobesthes
- Comnar
- Conflata
- Copsyrna
- Cromgar
- Cromna
- Cromnella
- Cryptobarsac
- Cryptoflata
- Cyarda
- Cyphopterum
- Daeda
- Daksha
- Dakshiana
- Dalapax
- Danavara
- Dascalia
- Dascalina
- Dascaliomorpha
- Dascanga
- Decipha
- Demina
- Dendrona
- Deocerus
- Derisa
- Dermoflata
- Desanta
- Diastracis
- Doria
- Doriana
- Epormenis
- Erotana
- Eugyaria
- Euhyloptera
- Eumelicharia
- Euphanta
- Eurima
- Eurocalia
- Eurocerus
- Euryphantia
- Euryprosthius
- Exoma
- Exomella
- Falcophantis
- Farona
- Flata
- Flataloides
- Flatarina
- Flatarissa
- Flatida
- Flatidula
- Flatina
- Flatiris
- Flatoides
- Flatoidessa
- Flatoidinus
- Flatomorpha
- Flatopsis
- Flatoptera
- Flatormenis
- Flatosaria
- Flatosoma
- Flatula
- Fulgora
- Gaja
- Garanta
- Geisha
- Geraldtonia
- Gomeda
- Gyaria
- Gyariella
- Gyarina
- Hansenia
- Hesperophantia
- Hilavrita
- Humgar
- Hyphancylus
- Hypsiphanta
- Idume
- Ijagar
- Ilesia
- Insulume
- Ityraea
- Jamella
- Juba
- Kayania
- Kazerunia
- Ketumala
- Lasura
- Latois
- Lawana
- Lechaea
- Lecopia
- Lemaria
- Leocerus
- Leptodascalia
- Leptormenis
- Lichena
- Lichenopsis
- Locrona
- Malleja
- Massila
- Melicharia
- Melichitona
- Melormenis
- Melormenoides
- Menora
- Mesophantia
- Mesophylla
- Metcalfa
- Meulona
- Microflata
- Microliza
- Mimophantia
- Miniscia
- Mistharnophantia
- Monoflata
- Monoflatina
- Mosiona
- Narowalenus
- Neocalauria
- Neocromna
- Neodaksha
- Neoflata
- Neomelicharia
- Neosalurnis
- Neosephena
- Nephesa
- Nullina
- Ormenana
- Ormenaria
- Ormenina
- Ormenis
- Ormenoides
- Ortracis
- Oryxa
- Panormenis
- Papuanella
- Paracalauria
- Paracromna
- Paradaksha
- Paradascalia
- Paraflata
- Paraflatoides
- Paraflatoptera
- Paragomeda
- Paraketumala
- Paranotus
- Parasalurnis
- Paraseliza
- Parasiphanta
- Paratella
- Parthenormenis
- Pauliana
- Pemmation
- Perinetella
- Persepolia
- Petrusa
- Phaedolus
- Phaiophantia
- Phalaenomorpha
- Phantia
- Phantiopsis
- Phlebopterum
- Phylliana
- Phyllyphanta
- Phymoides
- Planata
- Planodascalia
- Poeciloflata
- Poeciloptera
- Poekilloptera
- Porophloeus
- Psenoflata
- Pseudodascalia
- Pseudoflatoides
- Puertormenis
- Puertormensis
- Pulaha
- Pulastya
- Rhinophantia
- Riculiflata
- Sabaethis
- Salurnis
- Samcerus
- Sanurus
- Satapa
- Saurana
- Scarpanta
- Scarpantina
- Scarposa
- Seliza
- Sephena
- Shadaka
- Siphanta
- Siphantoides
- Siscia
- Somisha
- Sosephena
- Staliana
- Stenocyarda
- Stenume
- Summanus
- Talopsus
- Taparella
- Tejasa
- Tetraceratium
- Thanatochlamys
- Tisia
- Tormenis
- Trisephena
- Ulundia
- Umidena
- Unnata
- Urana
- Utakwana
- Uxantis
- Uysanus
- Walena
- Zarudnya
- Zecheuna